# Calum Worthy
Calum David Webster Worthy (Victoria, 28 de janeiro de 1991) é um ator canadense. Ficou famoso por interpretar o personagem Dez na série de grande sucesso da Disney Channel, Austin & Ally. Ele é um candidato seis vezes e duas vezes ao "Melhor Ator Jovem" vencedor do Young Artist Award por suas atuações em National Lampoon's Thanksgiving Family Reunion (2003) e Stormworld (2009). Ele também ganhou o prêmio de "Ator Principal" no Leo Awards em 2010 por sua atuação em Stormworld.
Calum já apareceu em personagem em inúmeros episódios de séries de televisão, incluindo Kyle XY da ABC Family, Supernatural e Smallville da The CW. Em R.L. Stine's The Haunting Hour da The Hub, Zeke and Luther da Disney XD, e Boa Sorte, Charlie! da Disney Channel.

## Carreira
Calum fez sua estreia aos 9 anos, como ator convidado na série da FOX, Visões Noturnas (Night Visions), dirigida por Bill Pullman. Aos 10 anos ele fez seu primeiro papel principal na mini série da BBC, I Was a Rat, dirigido por Laurie Lynd. Calum já completou mais de 50 filmes e projetos para a televisão, e já trabalhou em 5 países diferentes: Estados Unidos, Canadá, Austrália, Inglaterra e Singapura. Igualmente confortável tanto em papéis dramáticos quanto cômicos, ele ganhou 2 Young Artist Awards e 1 prêmio Leo (Canadá). Calum  se mudou para Los Angeles, para estrelar a série Disney Channel Austin & Ally, ao lado de Ross Lynch, Laura Marano e Raini Rodriguez. Na série, Calum viveu o engraçado Dez, melhor amigo de Austin Moon (Ross) e diretor dos videos musicais do cantor.
Em 2014 ganhou sua própria série de esquetes na Disney, o The Coppertop Flop Show, onde a cada episódio vive as mais hilariantes histórias. E como talento é o que não falta ele ainda escreve, produz e atua na série do Disney XD Just Kidding.
Em 2015 ganhou mais destaque com o filme All she wishes,uma comédia romântica onde vive o protagonista, um ator de Los Angeles, garoto dos sonhos de Sophie, que deseja um par para o baile de dia dos namorados de sua escola,e acaba encontrando Drake, personagem de Calum, no porta mala do carro mágico que ganha de sua avó. A partir daí os 2 acabam tendo que lidar com as diferentes situações de seus estilos de vida diferentes.
Em 2019 participou da minissérie The Act do Hulu, que conta a história de Gypsy Blanchard.

## Filmografia
| Ano           | Título                                         | Papel                              | Notas                                                                                      |
| ------------- | ---------------------------------------------- | ---------------------------------- | ------------------------------------------------------------------------------------------ |
| 2001          | Night Visions                                  | Prairie Boy                        | Episódio:                                                                                  |
| 2001          | I Was a Rat                                    | Roger/Ratty                        | Lead Role                                                                                  |
| 2001          | Mysterious Ways                                | Alien/Clown                        | Episódio: "Do You See What I See?"                                                         |
| 2001          | Bunshiro and Fuku                              | Young Yonosuke                     | Minissérie                                                                                 |
| 2002          | Beyond Belief: Fact or Fiction                 | Randy                              | The Mandarin's Bowl                                                                        |
| 2002          | Out of Order                                   | Young Mark                         | Minissérie                                                                                 |
| 2003          | National Lampoon's Thanksgiving Family Reunion | Danny Snider                       | Telefilme                                                                                  |
| 2004          | Scooby Doo 2: Monsters Unleashed               | Kid on Bike                        |                                                                                            |
| 2004          | The Days                                       | Keenan                             | Episódios: "Day 1,385" & "Day 1,403"                                                       |
| 2004          | Stargate Atlantis                              | Hunter Kid                         | Episódio: "Childhood's End"                                                                |
| 2005          | Reunion                                        | Henry                              | Episódio: "1989"                                                                           |
| 2005          | When Jesse Was Born                            | Danny Ferrell                      | Papel principal                                                                            |
| 2006          | Dr. Dolittle 3                                 | Tyler                              | Vídeo                                                                                      |
| 2006          | Kyle XY                                        | Toby Neuworth                      | Episódio: "This Is Not a Test"                                                             |
| 2006          | Deck the Halls                                 | Boy on Bike                        | Sem créditos                                                                               |
| 2006/07       | Psych                                          | Malone/Shockley                    | Episódios: "If You're So Smart, Then Why Are You Dead?" & "Shawn vs. The Red Phantom"      |
| 2007          | Second Sight                                   | Young Victor Kaufman               |                                                                                            |
| 2007          | The Last Mimzy                                 | Teenage Cyborg                     |                                                                                            |
| 2007          | Smile                                          | Trevor                             |                                                                                            |
| 2008          | Mulligans                                      | Felix                              |                                                                                            |
| 2008          | Left Coast                                     | Pete                               | Telefilme                                                                                  |
| 2008          | Supernatural                                   | Denny                              | Episódio: "Wishful Thinking"                                                               |
| 2008          | Mulligans                                      | Felix                              |                                                                                            |
| 2008          | Valentines                                     | Kyle                               | Curta-metragem                                                                             |
| 2009          | Smallville                                     | Garth Ranzz/Lightning Lad          | Episódio: "Legion"                                                                         |
| 2009          | Flashpoint                                     | Billy Dresden                      | Episode: "Perfect Storm"                                                                   |
| 2009          | Living Out Loud                                | Henry                              | Telefime                                                                                   |
| 2009          | What Goes Up                                   | Blastoff! Chorus                   |                                                                                            |
| 2009          | Stormworld                                     | Lee                                | Série Regular (26 episódios)                                                               |
| 2010          | Daydream Nation                                | Craig                              | Papel principal                                                                            |
| 2010          | Tower Prep                                     | Episódios: "Monitored" & "New Kid" |                                                                                            |
| 2010          | Caprica                                        | Cass                               | Episódios: "The Dirteaters" & "Blowback"                                                   |
| 2010          | Bond of Silence                                | Shane Batesman                     | Telefilme                                                                                  |
| 2011          | Best Player                                    | Zastrow                            | Papel de suporte                                                                           |
| 2011          | The Odds                                       | Berry Lipke                        |                                                                                            |
| 2011          | Zeke and Luther                                | Teddy                              | Episódio: "Zeke and Lu's New Crew"                                                         |
| 2011          | R.L. Stine's The Haunting Hour                 | Kelly                              | Episódio: Game Over                                                                        |
| 2011          | Good Luck Charlie                              | Lewis                              | Episódio: "A L.A.R.P. in the Park"                                                         |
| 2011          | The Big Year                                   | Colin Debs                         |                                                                                            |
| 2011-2016     | Austin & Ally                                  | Dez Wade                           | Elenco principal; Série Disney Channel                                                     |
| 2012          | Jessie                                         | Dez Wade                           | "Austin & Jessie & Ally All Star New Year" (Temporada 2, Episódio 6); Série Disney Channel |
| 2012          | Disney 365                                     | ele mesmo                          | 1 episódio                                                                                 |
| 2012          | Longmire                                       |                                    |                                                                                            |
| 2013          | Rapture-Palooza                                | Clark Lewis                        | Papel de suporte                                                                           |
| 2013-presente | The Coppertop Flop Show                        | Himself                            | Minissérie                                                                                 |
| 2015          | All She Wishes                                 | Drake                              |                                                                                            |
| 2015          | Não Fui Eu                                     | Dez Wade                           | Participação especial; "Bite Club" (Temporada 2, Episódio 18); Série Disney Channel        |
| 2019          | The Act                                        | Nick                               | Minissérie                                                                                 |
| 2022          | Pieces of Her                                  | Jasper Queller                     | Elenco recorrente                                                                          |